# Herdgang

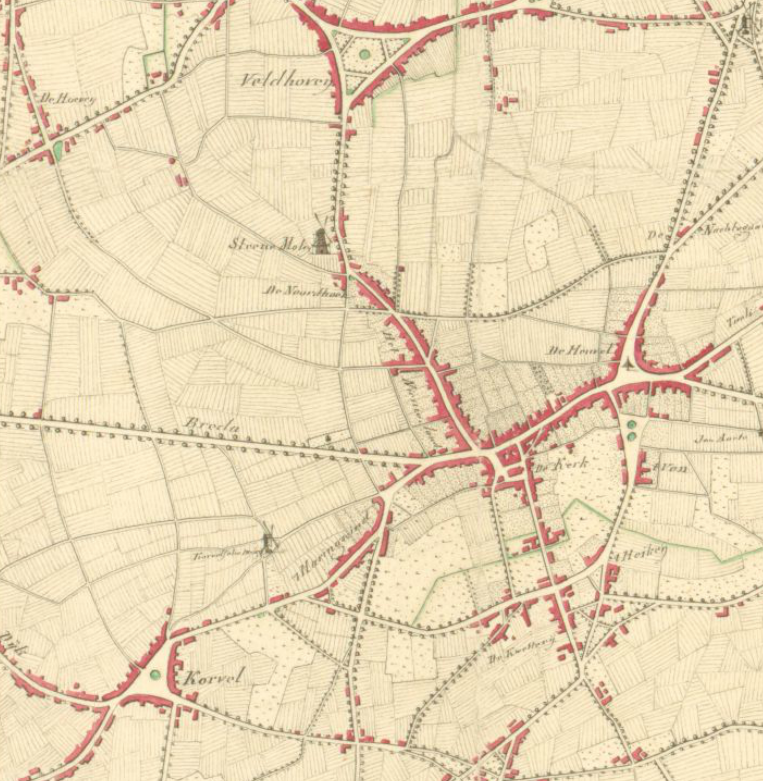
De herdgangen Veldhoven, Korvel en Heuvel in Tilburg, verbonden door linten

Herdgang of heerdgang was de dagelijkse rondgang van een kudde onder leiding van de herder over de 'gemene' gronden (gedeelde graslanden, heide of bossen). Het oude woord "heerd" betekent niet alleen 'kudde' maar ook 'herder'. De heerdgang was een vele eeuwen oude wijze van het weiden van gedomesticeerde herbivoren. De heerdgang begon 's morgens vroeg en eindigde 's avonds op een dorpspleintje. Het was een veehouderijsysteem dat in grote delen van Europa voorkwam. Termen als 'der Hirt', 'le herdier' en 'the hert' wijzen daarop.
Herdgang of heerdgang is een term die in Midden- en Oost-Brabant en geheel Vlaanderen werd/wordt gebruikt. Er kon ook een buurtschap mee worden aangeduid, een leefgemeenschap of gehucht met de daaromheen gelegen gronden, waar de bewoners het recht bezaten daarop een kudde met een herder te laten grazen. Het begrip ontstond in de middeleeuwen om zo meer belangrijke woonkernen te onderscheiden en te benoemen. Een herdgang was een bestuurlijke eenheid. Aanvankelijk werd hiermee het deel van de dorpsgemeente bedoeld waarop het vee (herde: kudde) door de herder (de herd) gezamenlijk werd geweid. Gewoonlijk was er een wasven of spuul aanwezig om de wol te spoelen en de schapen te voorzien van drinkwater.
Doorgaans ontstond een herdgang op een Y- of T-splitsing. Daardoor heeft de kernbebouwing een driehoekige structuur: de Kempische Plaatse of Kempische driehoek. In Tilburg is dat bijvoorbeeld begin 21e eeuw nog steeds zichtbaar bij pleinen en parken: de Heuvel, het Korvelplein, De Schans, het Wilhelminapark (voorheen Veldhoven) en diverse andere.
De wegen tussen de herdgangen worden linten genoemd. In de loop van de tijd werden ook deze wegen met lintbebouwing bebouwd, waardoor aaneengesloten kernen ontstonden. In Tilburg zijn de Hasseltstraat, de Goirkestraat, de Koestraat en de Korvelseweg voorbeelden van dergelijke linten.